# Jaroslaw Samofalow
Jaroslaw Samofalow (ukrainisch Ярослав Самофалов; englisch Yaroslav Samofalov; * 16. Januar 1995 in Sumy) ist ein ukrainischer Boxer im Weltergewicht.

## Boxkarriere
Samofalow begann im Alter von 13 Jahren mit dem Boxen. Er wurde 2013 Ukrainischer Jugendmeister im Halbweltergewicht und gewann in dieser Gewichtsklasse auch die Silbermedaille bei der Jugend-Europameisterschaft 2013 in Rotterdam.
2014 wurde er mit einem Finalsieg gegen Jewhen Barabanow Ukrainischer Meister im Weltergewicht und startete bei den Europaspielen 2015 in Baku, wo er eine Bronzemedaille im Weltergewicht gewann. Nach Siegen gegen Mateusz Kostecki, Simeon Chamow und Gela Abaschidse hatte er das Halbfinale erreicht, wo er gegen Alexander Besputin ausgeschieden war. Durch diesen Erfolg konnte er auch an der Weltmeisterschaft 2015 in Doha teilnehmen und siegte dort gegen Clarence Goyeram, ehe er im Achtelfinale gegen Roniel Iglesias unterlag.
2016 unterlag er bei der europäischen Olympiaqualifikation in Samsun noch in der Vorrunde gegen Adem Fetahović. 2017 wurde er mit einem finalen Sieg gegen Wiktor Petrow erneut Ukrainischer Meister im Weltergewicht. Bei den Ukrainischen Meisterschaften 2018 und 2019 gewann er noch jeweils Bronze.
Zum Zeitpunkt des Russischen Überfalls auf die Ukraine 2022 befand sich Samofalow mit der ukrainischen Boxnationalmannschaft bei einem Turnier in Bulgarien. Der Deutsche Boxsport-Verband, das Auswärtige Amt, das Bundesministerium des Innern und für Heimat und der Deutsche Olympische Sportbund luden die Ukrainer daraufhin nach Deutschland ein.
Samofalow boxt seitdem beim Boxclub Traktor Schwerin, mit dem er bereits als Gastboxer in der Bundesliga-Saison 2018/19 Deutscher Mannschaftsmeister geworden war. Trainiert wird er von Michael Timm. Mit einer Sondergenehmigung konnte er im August 2022 an der für das Jahr 2021 nachgeholten Deutschen Meisterschaft teilnehmen und wurde mit einem Finalsieg gegen Nick Bier Deutscher Meister im Weltergewicht. Den Titelgewinn wiederholte er bei der Deutschen Meisterschaft im Dezember 2022 mit einem erneuten Finalsieg gegen Bier. Darüber hinaus war er der einzige Boxer vom Landesverband Mecklenburg-Vorpommern, der das Finale erreichen konnte.
2023 wurde er erneut Deutscher Meister im Weltergewicht.